# Cuevas de Friouato
Cuevas de Friouato (a veces escrito Gruta de Friouato o Gruta Zineb; en árabe: كهف فريواطو) se encuentra a unos 30 km al sur de la ciudad de Taza, Marruecos. El punto más conocido es explorado alrededor de 272 metros, pero sus límites reales son todavía un misterio. Sin embargo, algunos expertos creen que sus extremos se extienden a unos 3,5 kilómetros. También hay signos de un río subterráneo que se cree que fluye cerca de las Grutas de Chiker. La gente de la aldea cercana afirma que muchos exploradores visitan la cueva, algunos de los cuales nunca regresaron. Una expedición con buceo en las cuevas por la  Sociedad Espeleológica de la Universidad de Exeter descubrió las cámaras más grandes. Lleva cerrada desde 2016 por desprendimientos y un accidente grave.